# Michael Fitchett
Michael Robert Elmslie Fitchett (Nelson, 20 settembre 1982) è un ex cestista e allenatore di pallacanestro neozelandese.

## Carriera
Con la Nuova Zelanda ha disputato i Campionati mondiali del 2010 e due edizioni dei Campionati oceaniani (2009, 2011).

## Palmarès
- Campione di Nuova Zelanda (2007, 2009)